# Amt Fritzlar
Das Amt Fritzlar, in der nordhessischen Stadt Fritzlar, war bis 1803 kurmainzisch und danach kurhessisch.
Fritzlar gehörte bereits seit dem 11. Jahrhundert zum Mainzer Machtbereich. Anfang des 14. Jahrhunderts kamen die beiden benachbarten Dörfer Rothhelmshausen und Ungedanken hinzu; es handelte sich um Schenkungen bzw. Verkäufe der Familie von Löwenstein an das St.-Petri-Stift in Fritzlar.
Zum mainzischen Amt Fritzlar gehörten bis zuletzt nur die Stadt Fritzlar und die beiden benachbarten Dörfer Rothhelmshausen und Ungedanken. Es war eine Mainzer Exklave, umgeben auf drei Seiten von landgräflich hessischen, später Hessen-Kasseler Gebiet, auf der vierten angrenzend an die Grafschaft bzw. das Fürstentum Waldeck.
Mit dem Reichsdeputationshauptschluss von 1803 fiel das Amt an das nunmehrige Kurhessen und wurde Kern des neuen, nominellen, Fürstentums Fritzlar, zu dem außerdem die in Nordhessen gelegenen bisherigen kurmainzischen Enklaven Amöneburg, Neustadt und Naumburg sowie das Gericht Katzenberg am Nordrand des Vogelsbergs gehörten.
In der Zeit des Königreichs Westphalen (1807–1813) wurde das Amt in eine Kantonalsverwaltung umgewandelt. Nach dem Ende des Königreiches wurde wieder die vorherige Verwaltungsstruktur eingeführt.
Verglichen mit den anderen kurhessischen Ämtern war das Amt Fritzlar zunächst außerordentlich klein. Mit Edikt vom 22. Oktober 1818 erhielt es dann aus dem Amt Gudensberg die Orte Cappel, Geismar, Haddamar und Obermöllrich und aus dem Amt Homberg die Orte Wabern und Zennern.
Drei Jahre später, mit dem Organisationsedikt vom 29. Juni 1821 des Kurfürstentums Hessen, wurde die Rechtsprechung von der Verwaltung getrennt. Bezüglich der Verwaltungsfunktion wurde das Amt Fritzlar mit den Ämtern Jesberg und Gudensberg sowie Teilen der Ämter Borken und Homberg zum Kreis Fritzlar zusammengelegt. Gleichzeitig wurde in Bezug auf die Rechtsprechung das Amt Fritzlar in das Justizamt Fritzlar als Gericht erster Instanz umgewandelt.